# Daniela Reis
Daniela Reis (Sobral de Monte Agraço, 6 april 1993) is een Portugees voormalig wielrenster.

## Carrière
Ze werd dertien keer Portugees kampioene, waarvan viermaal op de weg, zevenmaal in het tijdrijden en viermaal op de baan, waaronder in de scratch en puntenkoers. Ze werd 14e in de wegrit op de Europese Spelen 2015 in Bakoe. Ze kwam in 2014 en 2015 voor haar land uit tijdens het wereldkampioenschap op de weg. Ze reed vanaf 2017 drie jaar bij de Belgische ploeg Lares-Waowdeals, die in 2018 verder ging als Doltcini-Van Eyck Sport. In 2020 reed ze bij de eveneens Belgische ploeg Ciclotel, waarna ze haar carrière beëindigde.

## Palmares

### Baanwielrennen
| Jaar | PK                                    |
| ---- | ------------------------------------- |
| 2015 | puntenkoers · scratch                 |
| 2016 | omnium                                |
| 2017 | achtervolging · puntenkoers · scratch |

### Wegwielrennen
2010
 Portugees kampioene tijdrijden, junior
 Portugees kampioenschap op de weg
2011
 Portugees kampioene tijdrijden, junior
 Portugees kampioenschap op de weg
2013
 Portugees kampioene tijdrijden, elite
 Portugees kampioenschap op de weg
2014
 Portugees kampioenschap op de weg
2015
 Portugees kampioene op de weg, elite
 Portugees kampioene tijdrijden, elite
2016
 Portugees kampioene op de weg, elite
 Portugees kampioene tijdrijden, elite
2018
 Portugees kampioene op de weg, elite
 Portugees kampioene tijdrijden, elite
2019
 Portugees kampioene op de weg, elite
 Portugees kampioene tijdrijden, elite

### Uitslagen in klassiekers en WK
| Jaar | Amstel Gold Race | Luik-Bast.‑Luik | Omloop Het Nieuwsblad | Le Samyn | Madrid Challenge |  | WK op de weg |
| ---- | ---------------- | --------------- | --------------------- | -------- | ---------------- |  | ------------ |
| 2014 |                  |                 |                       |          |                  |  | opgave       |
| 2015 |                  |                 |                       |          | 16e              |  | 83e          |
| 2016 |                  |                 |                       |          |                  |  |              |
| 2017 | opgave           | 60e             | 70e                   |          | 36e              |  |              |
| 2018 | opgave           | opgave          |                       | 40e      | 45e              |  |              |
| 2019 |                  |                 | 47e                   | 34e      |                  |  |              |
| 2020 |                  |                 | opgave                | 17e      |                  |  |              |